# Ted Lyons
Theodore Amar Lyons (Lake Charles, 28 dicembre 1900 – Sulphur, 25 luglio 1986) è stato un giocatore di baseball e allenatore di baseball statunitense che ha giocato nel ruolo di lanciatore nella Major League Baseball (MLB). È stato introdotto nella National Baseball Hall of Fame nel 1955 per i suoi meriti come giocatore.

## Carriera
Lyons debuttò nella MLB nel 1923 con i Chicago White Sox. Il 21 agosto 1926 lanciò un no-hitter contro i Boston Red Sox in un 6-0 a Fenway Park; la gara durò solamente un'ora e 45 minuti ().
Lyons disputò una delle sue migliori stagioni nel 1930, quando ebbe un record di 22-15, guidando l'American League con 29 gare complete e 297⅔ inning per una squadra che concluse con un bilancio di 62–92. Dopo un infortunio nel 1931 fu costretto a mutare il suo stile di lancio.
Con l'avanzare dell'età, la sua carriera trasse beneficio dalla decisione dei White Sox di non fargli lanciare più di 30 trenta gare a stagione. Nel 1942, la sua 20ª e ultima stagione completa, Lyons guidà la lega con 2.10 di media PGL. A fine anno si arruolò nei Marine per combattere nel teatro del Pacifico nella seconda guerra mondiale. Nel 1943, i White Sox, di cui è il leader di tutti i tempi per vittorie, annunciarono che il suo numero sarebbe stato ritirato.
Lyons fece un breve ritorno sul monte di lancio nel 1946, con 2,32 di media PGL in cinque gare, tutte complete. La sua carriera si chiuse con un bilancio di 260–230 record, 356 gare complete, 1 073 strikeout e 3,67 di media PGL. Lyons non si qualificò mai per i play-off e giocò per delle formazioni dei White Sox quasi sempre mediocri. Il manager dei New York Yankees Joe McCarthy disse: "Se (Lyons) avesse lanciato per gli Yankees, avrebbe vinto più di 400 partite."

## Palmarès
- MLB All-Star: 1

1939
- Leader dell'American League in vittorie: 2

1925, 1927
- Leader dell'American League in media PGL: 1

1942
- No-hitter lanciati: 1

21 agosto 1926
- Numero 16 ritirato dai Chicago White Sox